# Trindborgen, Öland
Trindborgen, även Löts borg, är en fornborg belägen 500 meter öst om Löts kyrka på östra Öland. Borgens ringmur, som är mycket raserad och täckt med odlingssten, är närmast kretsrund och byggd av gråsten med någon inblandning av kalksten och har ursprungligen varit omkring sex meter bred. Borggårdens inre mått är 139-155 meter. Borgen har två portar, i väst och sydost.
Borgens inre har varit uppodlat utom en liten del i sydväst, där i början av 1800-talet husgrunder fortfarande syntes. I denna del gjordes 1989-90 en mindre utgrävning. Man fann då ben av djur, men främst skelettdelar av människa samt ett litet bronsbeslag. I övrigt finns inga fynd som med säkerhet kan knytas till borgen.